# ISO 3166-2:AZ
ISO 3166-2:AZ è uno standard ISO che definisce i codici geografici dell'Azerbaigian ed è un sottogruppo del codice ISO 3166-2.
Tali codici sono stati assegnati alle 11 città e ai 66 distretti (in lingua azera rayonlar, singolare rayon) e sono formati dalla sigla AZ-, seguita da due lettere per le città e la Repubblica Autonoma di Naxçıvan e tre per i distretti.

## Elenco dei codici

### Repubblica autonoma
| Codice | Nome                            |
| ------ | ------------------------------- |
| AZ-NX  | Repubblica Autonoma di Naxçıvan |

### Città e distretti
| Codice | Nome       | Tipo      | nella repubblica autonoma |
| ------ | ---------- | --------- | ------------------------- |
| AZ-BA  | Baku       | città     | —                         |
| AZ-GA  | Gəncə      | città     | —                         |
| AZ-LA  | Lənkəran   | città     | —                         |
| AZ-MI  | Mingəçevir | città     | —                         |
| AZ-NA  | Naftalan   | città     | —                         |
| AZ-NV  | Naxçıvan   | città     | NX                        |
| AZ-SA  | Şəki       | città     | —                         |
| AZ-SR  | Şirvan     | città     | —                         |
| AZ-SM  | Sumqayıt   | città     | —                         |
| AZ-XA  | Xankəndi   | città     | —                         |
| AZ-YE  | Yevlax     | città     | —                         |
| AZ-ABS | Abşeron    | distretto | —                         |
| AZ-AGC | Ağcabədi   | distretto | —                         |
| AZ-AGM | Ağdam      | distretto | —                         |
| AZ-AGS | Ağdaş      | distretto | —                         |
| AZ-AGA | Ağstafa    | distretto | —                         |
| AZ-AGU | Ağsu       | distretto | —                         |
| AZ-AST | Astara     | distretto | —                         |
| AZ-BAB | Babək      | distretto | NX                        |
| AZ-BAL | Balakən    | distretto | —                         |
| AZ-BAR | Bərdə      | distretto | —                         |
| AZ-BEY | Beyləqan   | distretto | —                         |
| AZ-BIL | Biləsuvar  | distretto | —                         |
| AZ-CAB | Cəbrayıl   | distretto | —                         |
| AZ-CAL | Cəlilabab  | distretto | —                         |
| AZ-CUL | Culfa      | distretto | NX                        |
| AZ-DAS | Daşkəsən   | distretto | —                         |
| AZ-FUZ | Füzuli     | distretto | —                         |
| AZ-GAD | Gədəbəy    | distretto | —                         |
| AZ-GOR | Goranboy   | distretto | —                         |
| AZ-GOY | Göyçay     | distretto | —                         |
| AZ-GYG | Göygöl     | distretto | —                         |
| AZ-HAC | Hacıqabul  | distretto | —                         |
| AZ-IMI | İmişli     | distretto | —                         |
| AZ-ISM | İsmayıllı  | distretto | —                         |
| AZ-KAL | Kəlbəcər   | distretto | —                         |
| AZ-KAN | Kəngərli   | distretto | NX                        |
| AZ-KUR | Kürdəmir   | distretto | —                         |
| AZ-LAC | Laçın      | distretto | —                         |
| AZ-LAN | Lənkəran   | distretto | —                         |
| AZ-LER | Lerik      | distretto | —                         |
| AZ-MAS | Masallı    | distretto | —                         |
| AZ-NEF | Neftçala   | distretto | —                         |
| AZ-OGU | Oğuz       | distretto | —                         |
| AZ-ORD | Ordubad    | distretto | NX                        |
| AZ-QAB | Qəbələ     | distretto | —                         |
| AZ-QAX | Qax        | distretto | —                         |
| AZ-QAZ | Qazax      | distretto | —                         |
| AZ-QOB | Qobustan   | distretto | —                         |
| AZ-QBA | Quba       | distretto | —                         |
| AZ-QBI | Qubadlı    | distretto | —                         |
| AZ-QUS | Qusar      | distretto | —                         |
| AZ-SAT | Saatlı     | distretto | —                         |
| AZ-SAB | Sabirabad  | distretto | —                         |
| AZ-SBN | Şabran     | distretto | —                         |
| AZ-SAD | Sədərək    | distretto | NX                        |
| AZ-SAH | Şahbuz     | distretto | NX                        |
| AZ-SAK | Şəki       | distretto | —                         |
| AZ-SAL | Salyan     | distretto | —                         |
| AZ-SMI | Şamaxı     | distretto | —                         |
| AZ-SKR | Şəmkir     | distretto | —                         |
| AZ-SMX | Samux      | distretto | —                         |
| AZ-SAR | Şərur      | distretto | NX                        |
| AZ-SIY | Siyəzən    | distretto | —                         |
| AZ-SUS | Şuşa       | distretto | —                         |
| AZ-TAR | Tərtər     | distretto | —                         |
| AZ-TOV | Tovuz      | distretto | —                         |
| AZ-UCA | Ucar       | distretto | —                         |
| AZ-XAC | Xaçmaz     | distretto | —                         |
| AZ-XIZ | Xızı       | distretto | —                         |
| AZ-XCI | Xocalı     | distretto | —                         |
| AZ-XVD | Xocavənd   | distretto | —                         |
| AZ-YAR | Yardımlı   | distretto | —                         |
| AZ-YEV | Yevlax     | distretto | —                         |
| AZ-ZAN | Zəngilan   | distretto | —                         |
| AZ-ZAQ | Zaqatala   | distretto | —                         |
| AZ-ZAR | Zərdab     | distretto | —                         |

## Cambi
I seguenti cambi alla voce sono stati annunciati in newsletter dall'ISO 3166/MA fin dalla prima pubblicazione dell'ISO 3166-2 nel 1998:
| Newsletter | Data di distribuzione                                | Descrizione del cambio | Cambio codice/suddivisione |
| --- | ---------------------------------------------------- | --- | --- |
| (PDF) http://www.iso.org/iso/iso_3166-2_newsletter_i-2_en.pdf Archiviato il 31 gennaio 2012 in Internet Archive. | 21 maggio 2002                                       | Correzione di un codice e quattro errori di spelling. Notificazione dei distretti appartenenti alla repubblica autonoma                      | Codici: Naxçıvan (repubblica): AZ-MM → AZ-NX |
| (PDF)Newsletter II-3                                                                                             | 13 dicembre 2011 (corretto in data 15 dicembre 2012) | Riordino alfabetico, cambio di nome di luoghi amministrativi, aggiunta del prefisso di primo livello e aggiornamento dell'elenco delle fonti | Suddivisioni aggiunte: AZ-KAN Kəngərli AZ-NV Naxçıvan (città) Suddivisioni eliminate: AZ-SS Şuşa codici: AZ-AB Əli Bayramlı → AZ-SR Şirvan AZ-DAV Dəvəçi → AZ-SBN Şabran AZ-XAN Xanlar → AZ-GYG Göygöl |

## Newsletter
- ISO 3166-2:2002-05-21